# Justus Hashagen

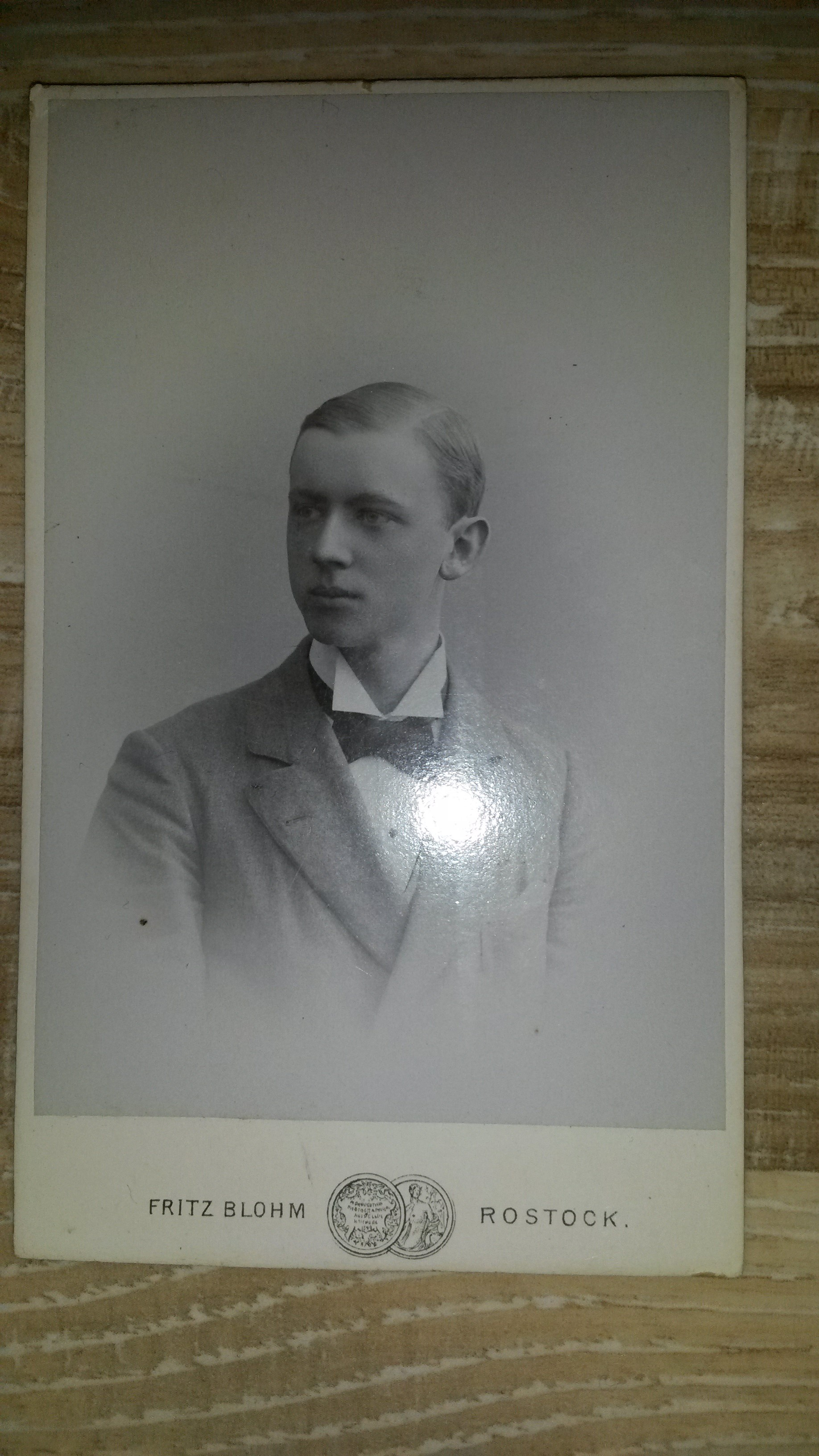
Jugendhilfe von Justus Hashagen

Justus Hashagen (* 4. Dezember 1877 in Bremerhaven; † 14. November 1961 in Wyk auf Föhr) war ein deutscher Historiker.

## Leben

### 1877 bis 1933
Als Sohn des späteren Rostocker Professors für Theologie Friedrich Hashagen, der von 1871 bis 1879 Pastor in Bremerhaven war, bestand Justus Hashagen in der Hansestadt Rostock die Abiturprüfung. Im Anschluss studierte er Theologie und Philosophie an den Universitäten in Tübingen, Kiel, Rostock, Leipzig und Cambridge. Während seines Studiums wurde er Mitglied im Verein Deutscher Studenten Leipzig. 1899 legte Hashagen seine Dissertation über Otto von Freising in Leipzig vor. Karl Lamprecht hatte die Forschungsarbeit angeregt und begutachtet. 1900 bestand Justus Hashagen das Staatsexamen. Es folgten Tätigkeiten als Bibliothekar und Hauslehrer. In den Jahren 1903 bis 1906 war er Volontär am Historischen Archiv der Stadt Köln. 1908 wurde seine Habilitationsschrift veröffentlicht. Diese befasste sich mit dem rheinischen Liberalismus. Es folgte unter Mitwirkung von Fritz Brüggemann eine Publikation zur Geschichte der Familie Hoesch. 1913 erhielt Hashagen den Professorentitel. Bis 1920 war er als Privatdozent an der Universität Bonn tätig.
Im selben Jahr 1920 erfolgte Hashagens Berufung als ordentlicher Professor an die Universität Köln. Vier Jahre später, 1924, erschien, so Peter Borowsky, Justus Hashagens vermutlich wichtigstes Buch, Der rheinische Protestantismus und die Entwicklung der rheinischen Kultur. Dieses geht auf die Frühindustrialisierung in Deutschland und die politische beziehungsweise soziale Geschichte des Rheinlandes in diesem Zeitraum ein.
Hashagen wurde 1917 zum Militärdienst in der Kriegsamtsstelle Koblenz herangezogen und trat im September 1918 in den Auswärtigen Dienst des Deutschen Reiches ein. Er war dort bis Oktober 1919 mit der sogenannten Kriegsschuldfrage beschäftigt. Während und unmittelbar nach dem Ende des Ersten Weltkrieges veröffentlichte Hashagen Schriften, in denen er nachzuweisen versuchte, dass Deutschland nicht verantwortlich für den Beginn des Krieges gewesen sei. Zudem wandte sich Hashagen in seinen Publikationen gegen den Friedensvertrag von Versailles und die Revolution 1918/19. Zeitweilig war er Mitglied des Alldeutschen Verbandes. Von 1919 bis 1933 gehörte er der Deutschnationalen Volkspartei an.
1925 folgte Justus Hashagen einem Ruf an die Hamburger Universität. Er übernahm einen der beiden Lehrstühle für Mittlere und Neuere Geschichte. Im selben Jahr verlieh die Theologische Fakultät der Universität Bonn ihm die Ehrendoktorwürde.

### 1933 bis 1945
Die Machtübertragung an die Nationalsozialisten im Jahr 1933 lehnte Justus Hashagen im Gegensatz zu seinen Hamburger Kollegen Adolf Rein und Otto Westphal ab. Hashagen setzte sich zugunsten seiner diskriminierten und später entlassenen jüdischen Kollegen ein. Das Bekenntnis der deutschen Professoren zu Adolf Hitler unterzeichnete er ebenso wenig wie die gleichfalls in Hamburg lehrenden Emil Wolff und Bruno Snell. Zudem drängte Hashagen seine jüdischen Doktoranden zur Fertigstellung ihrer Arbeiten, als die ersten Einschränkungen 1933 für jüdische Studierende durchgesetzt wurden. Er beschleunigte das Prüfungsverfahren, so dass sie ihre Examina noch im Sommersemester 1933 abschließen konnten. Zu den Schülern Hashagens gehörte auch Baruch Ophir.
1935 wurde Hashagen mit sofortiger Wirkung beurlaubt, nachdem es zuvor insbesondere mit Otto Westphal zu Konflikten gekommen war. Anlass für seine Entfernung vom Dienst war eine Denunziation. Auf einer Mittelmeer-Kreuzfahrt hatte er durch negative Äußerungen über die NSDAP den Unwillen mitreisender Parteimitglieder erregt, die sich bei der Gestapo über ihn beschwerten und damit 1936 seine Dienstenthebung unter Kürzung der Bezüge um die Hälfte erwirkten. Gegen Hashagen wurde Anklage erhoben. In Zweifel gestellt wurde seine geistige Zurechnungsfähigkeit. Ein in Auftrag gegebenes Gutachten, das eine Kommission erstattete, zu deren Mitgliedern auch Hans Bürger-Prinz gehörte, kam zu dem Schluss, Hashagen leide an einer Persönlichkeitsstörung und könne deshalb nicht strafrechtlich für die ihm zur Last gelegten Äußerungen verantwortlich gemacht werden. Das Verfahren wurde eingestellt und Hashagen veranlasst, aus Gesundheitsgründen seine Emeritierung zu beantragen. 1938 erfolgte die Versetzung in den Ruhestand wegen Dienstunfähigkeit. Justus Hashagen wurde 1939 pensioniert, nicht emeritiert. Erfolglos setzte er sich gegen diese Entscheidung zur Wehr. Die wissenschaftliche Arbeit gab er nicht auf. In Fachzeitschriften veröffentlichte Hashagen weiterhin Abhandlungen.

### 1945 bis 1961
Nach dem Ende des Zweiten Weltkrieges erschienen von ihm verfasste Monografien zur Geschichte des Mittelalters. Justus Hashagen bemühte sich in der Nachkriegszeit darum, die Pensionierung in eine Emeritierung umwandeln zu lassen. Die Hochschulabteilung der Hamburger Schulbehörde bestand jedoch darauf, dass die Zwangspensionierung 1939 aus Gesundheitsgründen erfolgt und damit rechtens gewesen sei. Eine von Hashagen gegen die Schulbehörde angestrengte Klage wurde 1949 vom Hamburger Landgericht abgewiesen. Innerhalb eines Wiedergutmachungsverfahrens erfolgte 1951 jedoch eine Umwandlung der Pensionierung in eine Emeritierung. Hashagen wurden die Bezüge eines Emeritus rückwirkend ab dem Jahr 1950 zugebilligt.
Hashagen starb 1961 im Alter von 83 Jahren in Wyk auf Föhr und wurde auf dem dortigen Friedhof beigesetzt.
Peter Borowsky beschreibt Justus Hashagen als deutschnationalen Akademiker, der sowohl der Weimarer Republik als auch dem Nationalsozialismus ablehnend gegenübergestanden habe. Persönlich setzte er sich für diskriminierte Kollegen und Schüler ein. Die Kulturgeschichte des Rheinlandes und des rheinischen Protestantismus bildeten den Schwerpunkt seiner Forschungen und Veröffentlichungen.

## Werke (Auswahl)
- Otto von Freising als Geschichtsphilosoph und Kirchenpolitiker. Leipzig 1900.
- Das Rheinland und die Französische Herrschaft. Beiträge zur Charakteristik ihrer Gegensatzes. Bonn 1908.
- Umrisse der Weltpolitik. 2 Bände. Leipzig 1916.
- Der rheinische Protestantismus und die Entwicklung der rheinischen Kultur. Essen 1924.
- Staat und Kirche vor der Reformation. Eine Untersuchung der vorreformatorischen Bedeutung des Laieneinflusses in der Kirche. Essen 1931.
- Martin Luther und die deutsche Reformation. Hamburg 1934.
- Das Rheinland im Wandel der Zeiten. Bonn 1940.
- als Hrsg.: Das Geheimnis der Geschichte. Gedanken aus Leopold von Rankes Werken und Briefen. Berlin 1941.
- Kulturgeschichte des Mittelalters. Eine Einführung. Hamburg 1950.
- Europa im Mittelalter. München 1951.